# Rubens de Falco
 (avril 2018).
Si vous disposez d'ouvrages ou d'articles de référence ou si vous connaissez des sites web de qualité traitant du thème abordé ici, merci de compléter l'article en donnant les références utiles à sa vérifiabilité et en les liant à la section « Notes et références ».
Rubens de Falco da Costa, né le 19 octobre 1931 à São Paulo et mort le 22 février 2008 (à 76 ans) à São Paulo, est un acteur brésilien.
Au début de sa carrière, en 1955, il a participé aux activités des joueurs à São Paulo, avec des noms comme Armando Bógus, Rui Afonso, Ítalo Rossi et Felipe Wagner.
Il faisait partie de la distribution des derniers romans diffusés sur les téléviseurs Tupi et Manchete: Drácula et Brida, respectivement.
Leôncio, le maître du personnage titre de Isaura, l'un des plus grands méchants du drame brésilien, est considéré comme le plus grand rôle de Rubens à la télévision.
Dans ce même véhicule, Rubens a joué deux fois le rôle d'empereur - Maximiliano dans A Rainha Louca (1967), et Francisco José dans A Última Valsa (1969)-, outre d'autres personnages à succès comme le mystérieux Agenor dans O Grito (1975); Samir Hayala dans O Astro (1978); Roberto Steen, le protagoniste masculin de La Préférée (1978) ou le puissant Daniel dans Gaivotas (1979).
Il était aussi le baron d'Araruna dans la première version du roman Mademoiselle (1986).
En 2004, elle a participé à la ré-enregistrement de Isaura dans le Rede Record, cette fois dans le rôle de Comendador Almeida, père de Leôncio.
En octobre 2006, il a subi un accident vasculaire cérébral. En raison de problèmes résultant de cet accident vasculaire cérébral, l'acteur a été hospitalisé d'octobre 2006 au 22 février 2008 au Centre intégré de soins aux personnes âgées (CIAI), à São Paulo, lorsqu'il est décédé d'une crise cardiaque, en raison d'une embolie, à 76 ans.

## Filmographie sélectionnée

### Télévision
- 1966 - O Rei dos Ciganos.... Claude Ludenwerg
- 1967 - A Rainha Louca.... Empereur Maximiliano
- 1969 - A Última Valsa.... L'empereur Francisco José
- 1975 - O Grito.... Agenor
- 1976 - Isaura.... Leôncio Almeida
- 1977 - Dona Xepa.... Heitor Camargo
- 1978 - O Astro.... Samir Hayala
- 1978 - La Préférée.... Roberto Steen
- 1979 - Gaivotas.... Daniel
- 1980 - Drácula, Uma História de Amor.... Drácula
- 1981 - Os Imigrantes.... Antonio di Salvio
- 1985-  Grande Sertão: Veredas.....Joca Ramiro
- 1986 - Mademoiselle.... Colonel Aristides Ferreira, baron de Araruna
- 1987 - Bambolê.... Nestor Barreto
- 1989 - Pacto de Sangue.... Abílio Mendonça
- 1995 - Sangue do Meu Sangue.... Mário Albuquerque Soares
- 1997 - Os Ossos do Barão.... Cândido Caldas Penteado
- 1998 - Brida.... Vargas
- 2004 - Isaura.... Comendador Leopoldo Almeida